# Minoa italicata
Minoa italicata là một loài bướm đêm trong họ Geometridae.